# Kali Cakung
Kali Cakung är ett vattendrag i Indonesien.   Det ligger i provinsen Jakarta, i den västra delen av landet, 16 km nordost om huvudstaden Jakarta.